# A Lonely Road
A Lonely Road è un cortometraggio muto del 1914 diretto da Walter Edwin. Prodotto dalla Edison Company, aveva come interpreti Gertrude McCoy, Mary Fuller, Charles Ogle.

## Trama
Rimaste orfane e senza sostentamento, Jane e Margaret avrebbero dovuto affrontare la vita con coraggio. Ma mentre Jane se ne restava a casa a piangere, la sola Margaret cercò di farsi strada per aiutare la piccola famiglia, trovandosi un lavoro come stenografa. Quando poi Jane si sposò, Margaret non riuscì a trovare alcun aiuto o sollievo da quel matrimonio, perché il marito di Jane era un piccolo impiegato con scarse probabilità di avanzamento e con un posto insicuro e malpagato. Margaret incontrò invece Edward Mcbride, un milionario il cui unico scopo nella vita era un'instancabile ricerca del piacere. L'avere conosciuto una donna così seria e di grandi principi lo aveva però colpito, vedendola così diversa della donnine a cui era abituato e per alcune settimane la inondò di attenzioni.

Chiamato improvvisamente in Europa, Edward dovette lasciare Margaret, facendosi promettere che lei lo avrebbe aspettato. Ma, durante la sua assenza, Jane rimase vedova con due figli a carico. Margaret, per provvedere ai suoi bisogni, si trasferì in un'altra città attirata dalla promessa di un lavoro più remunerativo.

Dopo dieci anni, in cui aveva provveduto alla famiglia della sorella lavorando duramente, Margaret, debole e malata, si sedette al tavolino pensando che il suo futuro era senza speranza, che era stanca di lavorare e che l'uomo che amava non sarebbe più tornato.

La mattina seguente, Jane entrò nel palazzo accompagnata da McBride che, alla fine si era reso conto di avere solo sprecato tutto quel tempo lontano dalla donna amata e che era tornato per rivederla. I due entrarono nella stanza dove Margaret, ancora seduta al tavolino, dette loro l'impressione di essere ancora viva.

## Produzione
Il film fu prodotto dalla Edison Company.

## Distribuzione
Distribuito dalla General Film Company, il film - un cortometraggio in una bobina - uscì nelle sale cinematografiche statunitensi il 10 gennaio 1914.